# Shar pei
Shar pei – rasa psa zaliczana do grupy molosów w typie mastifa, wyhodowana w XVI wieku w Chinach do polowania, zaganiania oraz do walk psów. Typ dogowaty. Nie podlega próbom pracy.

## Rys historyczny
Pies ten pochodzi z południowych Chin, z terenów prowincji Guangdong. Został rozpropagowany i hodowany w celach wystawowych przez hodowców w USA. Nazwa psa, pochodząca z chińskiego shā pí (沙皮), oznacza dosłownie "piaszczysta skóra".
Ta pradawna rasa hodowana była w Chinach do polowań na dziki, a także jako psy pasterskie, zaś w południowej części kraju jego głównym przeznaczeniem było stróżowanie świątyń; używano ich także do walk psów.
Od pierwszych lat istnienia Chińskiej Republiki Ludowej i budowy komunizmu w tym państwie, shar pei traktowany był jako dobro luksusowe, przez co zbyteczne. Nałożono wysokie podatki, którymi obciążone było posiadanie psów tej rasy. W końcu posiadanie psa zostało ogłoszone przez Mao jako przejaw burżuazyjnej dekadencji, a hodowla psów została praktycznie zabroniona. Wtedy to właśnie nastąpiło załamanie populacji shar peia. Liczba zwierząt drastycznie zmalała. Wtedy to, bojąc się o wymarcie rasy Matgo Law będący jednym z hodowców i miłośników psów tej rasy napisał do jednego z amerykańskich czasopism poświęconych kynologii. Apelował on o uratowanie shar pei, zamieszczając bogato ilustrowany artykuł poświęcony tym właśnie psom.
Amerykanie zareagowali na apel bardzo żywiołowo. Psy z Hongkongu zaczęły przybywać do Ameryki. Stały się one synonimem bogactwa i pozycji społecznej. Osiągały one horrendalne ceny, przez co stały się cennym łupem dla złodziei. Popularność shar pei wzrastała bardzo szybko. Wkrótce w Europie powstały hodowle psów tej rasy. Pierwszy Shar pei przybył do Wielkiej Brytanii w 1981 roku. Również w 1981 roku uznano jej wzorzec tymczasowy, który następnie został zastąpiony wzorcem ostatecznym.

## Klasyfikacja FCI
W klasyfikacji FCI rasa ta została zaliczona do grupy II – Pinczery, sznaucery, molosy i szwajcarskie psy do bydła, sekcja 2.1 – Molosy typu mastifa.
Zgodnie z klasyfikacją amerykańską, należy do grupy psów użytkowych.

## Zachowanie i charakter
Towarzyski, czujny, skłonny do obrony, ale nie agresywny. Przywiązuje się do jednego właściciela. Dobrze znosi warunki miejskie.

## Wygląd
U młodych osobników naturalne jest znaczne pomarszczenie skóry na całym ciele. Skóra u dorosłych jest luźna, pomarszczona tylko w okolicy głowy i ogona.

### Budowa

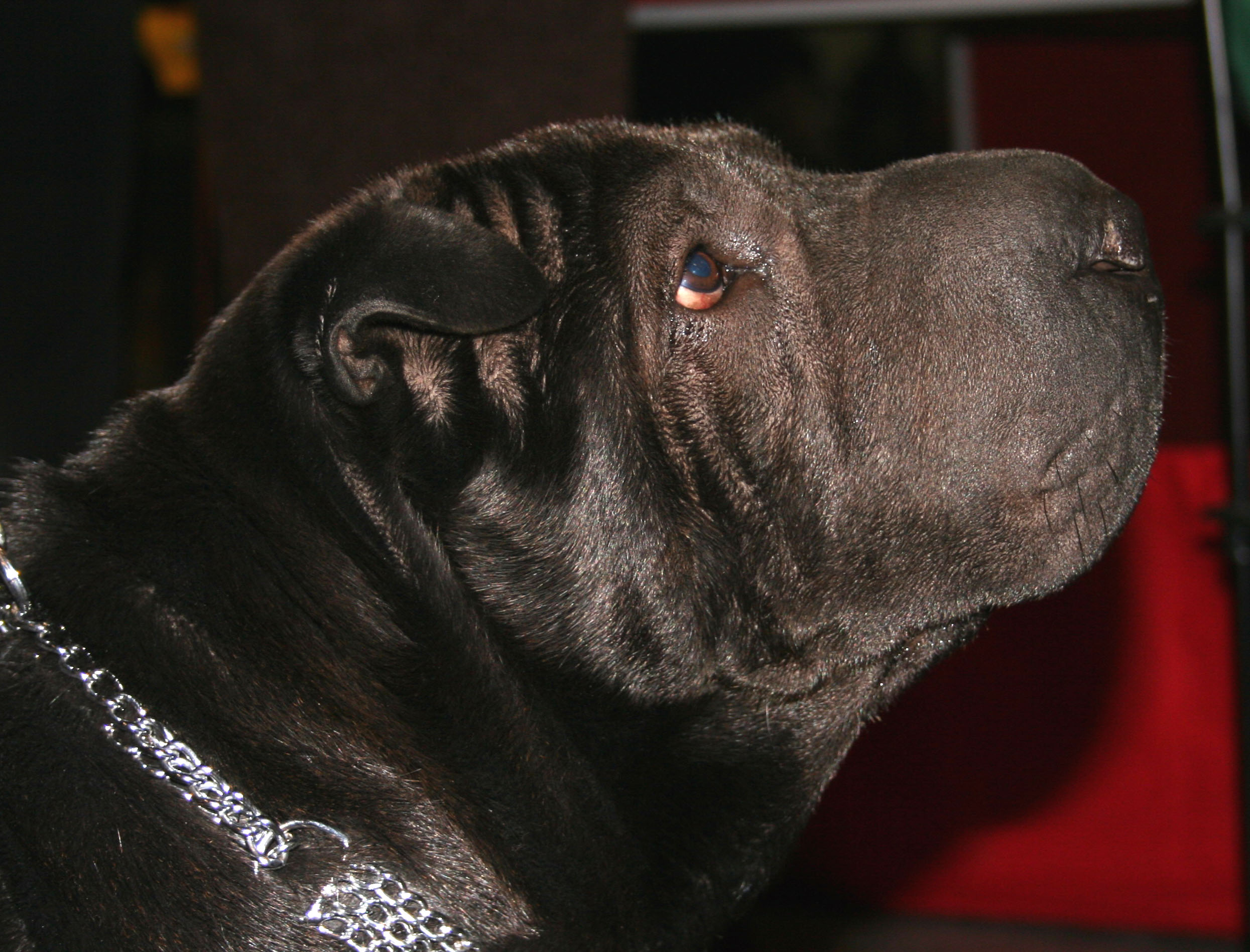
Kufa u shar pei

- Kufa jest charakterystyczna dla tej rasy. Szeroka od nasady do wierzchołka nosa, nigdy zbieżna. Wargi i kufa dobrze wypełnione. Wybrzuszenie u nasady nosa dopuszczalne.

Szczęki mocne, dokładny zgryz nożycowy, tzn. górne siekacze szczelnie przykrywają dolne i są pionowo ustawione w szczękach. Wypełnienie dolnej wargi nie powinno być na tyle duże, aby wpływało na zgryz.
- Oczy są ciemne, w kształcie migdałów. Jaśniejsze oczy dopuszczalne przy jasnym umaszczeniu. Skóra, fałdy i włosy otaczające oczy nie mogą zaburzać funkcjonowania oczu i powiek. Jakikolwiek ślad podrażnienia gałki ocznej, spojówki albo powiek w wysokim stopniu niepożądany. Oczy wolne od entropium.
- Uszy są bardzo małe, dość grube, w kształcie trójkątów równobocznych, lekko zaokrąglone na końcach, wysoko osadzone, końcówki skierowane w stronę oczu, osadzone dokładnie nad nimi, szeroko, przylegające do czaszki. Stojące uszy w wysokim stopniu niepożądane.

### Szata i umaszczenie
Według wzorca FCI umaszczenie jest dopuszczalne we wszystkich jednolitych kolorach, z wyjątkiem białego. Szata jest często cieniowana z nieco jaśniejszym włosem na udach i ogonie.
Szata jest sztywna, odstająca od skóry i przylegająca na kończynach.
Występują dwa typy szaty:
- tzw. horse coat o długości do 1,25 cm
- brush coat o długości od 1,25 cm do 2,5 cm.

Występują też psy z tzw. bear coat o długości szaty powyżej 2,5 cm, ten typ szaty jest niezgodny ze wzorcem rasy.

## Zdrowie i pielęgnacja
Rasa wymaga cierpliwej i uważnej pielęgnacji, szczególnie szczenięta, które ze względu na pofałdowaną skórę narażone są na różne infekcje. Do najczęstszych można zaliczyć atopowe zapalenie skóry, które często wymaga przeprowadzenia testów śródskórnych w klinice weterynaryjnej, celem potwierdzenia diagnozy. Równie często występuje u tej rasy entropium – nieprawidłowe podwinięcie powieki, która wraz z rzęsami jest zwrócona do wewnątrz, ku powierzchni oka, co w przypadku braku szybkiej pomocy lekarskiej może doprowadzić do ślepoty.